# Zur Fels’n

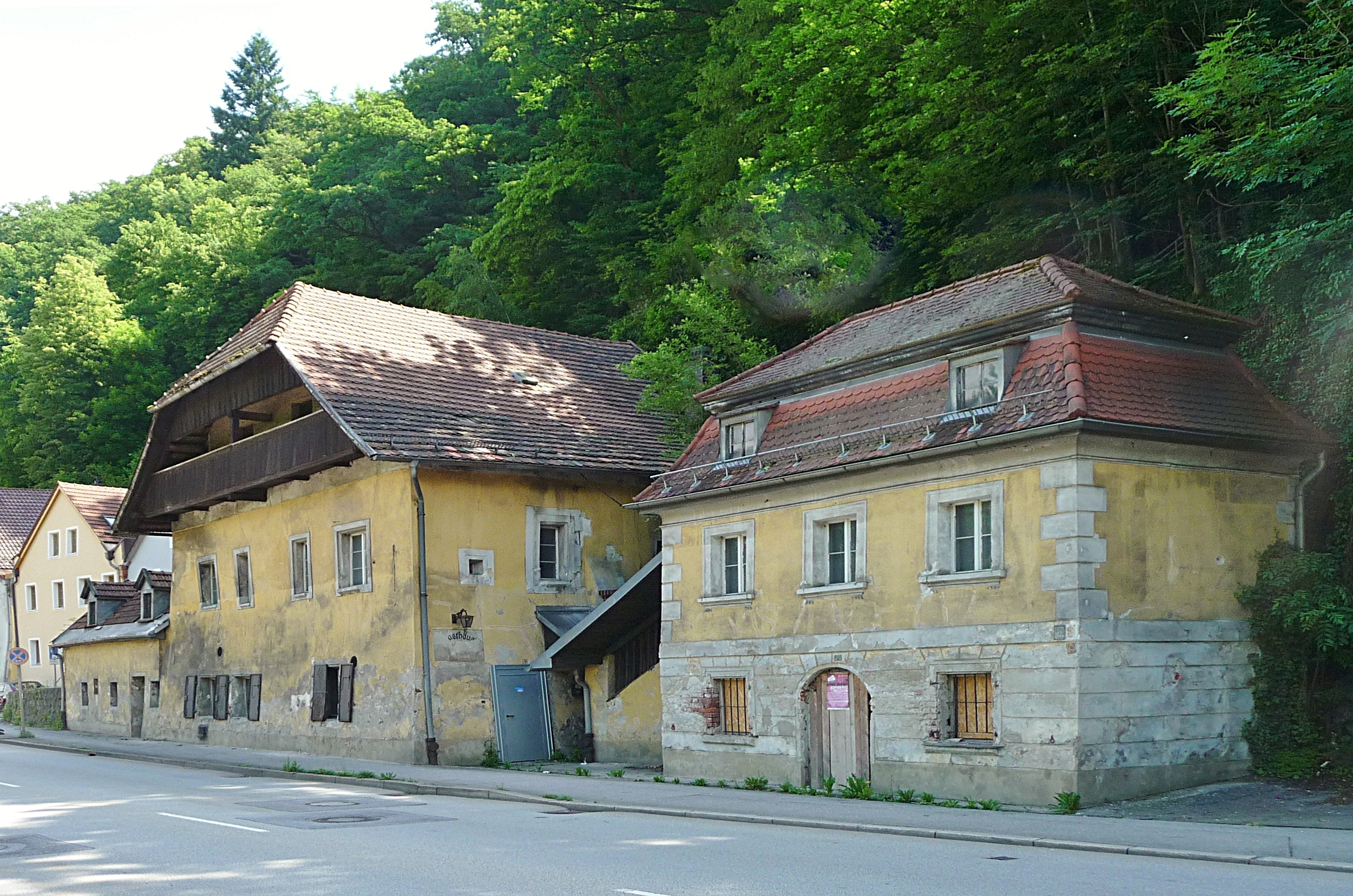
Zur Fels’n (2016)

Das Gasthaus Zur Fels’n ist ein unter Denkmalschutz stehendes Gebäude in der niederbayerischen Stadt Passau, Ortsteil Ilzstadt. Es wurde bis 1999 über Jahrhunderte als Gastwirtschaft und Herberge genutzt.

## Geschichte
Die erste schriftliche Erwähnung des Gasthauses erfolgte 1647, der heutige denkmalgeschützte Bestand geht auf die zweite Hälfte des 18. Jahrhunderts zurück. Neben privaten Eigentümern war die Brauerei Hacklberg von 1897 bis 1955 im Besitz der Immobilie. Nachdem der letzte private Besitzer 2013 ohne Erbe verstorben war, ging das Anwesen in das Eigentum des Freistaates Bayern über.

## Jetziger Eigentümer
Nachdem die beiden Gebäude (Wirtsgebäude und zusätzlicher barocker Pavillon) zusehends verfielen – auch geschädigt durch das Jahrtausendhochwasser 2013 – gründete sich unter Federführung von Egon Johannes Greipl der „Felsenfreunde Passau e. V.“ mit dem Ziel, die Gebäude „denkmalgerecht instand zu setzen, sie für die Allgemeinheit zu erhalten und im Sinne der Allgemeinheit zu nutzen.“ Im April 2016 kaufte der Verein das Anwesen vom Freistaat für 19.000 Euro. Im Herbst 2016 wurde bei Sondierungsarbeiten am Fundament eine auf ein Alter von 500 Jahren datierte Spardose gefunden.

## Sanierung
Die auf zwei Jahre veranschlagten Sanierungsarbeiten begannen im Sommer 2018 bei Kosten von etwa einer Million Euro, von denen etwa 400.000 Euro als Förderung durch den Freistaat Bayern aufgebracht werden sollen.